# سارا محمد
سارا محمد هي لاعبة كرة قدم مصرية، ولدت في 6 يوليو 1990 في القاهرة في مصر.